# Baiomys
Baiomys là một chi động vật có vú trong họ Cricetidae, bộ Gặm nhấm. Chi này được TRUE miêu tả năm 1893. Loài điển hình của chi này là Hesperomys taylori Thomas, 1887.

## Các loài
Chi này gồm các loài: